# Charles Eryl Wynn-Williams

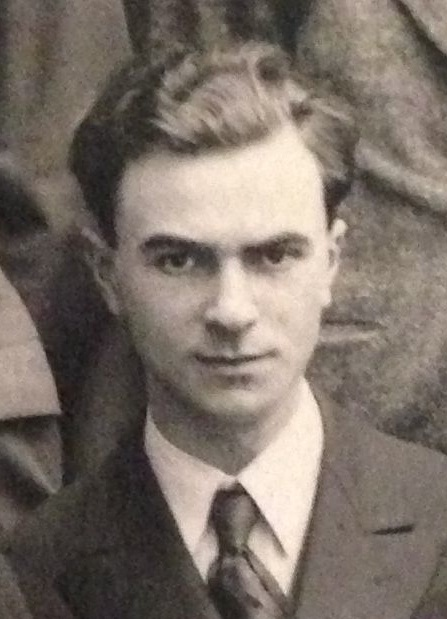
C. E. Wynn-Williams (1927)

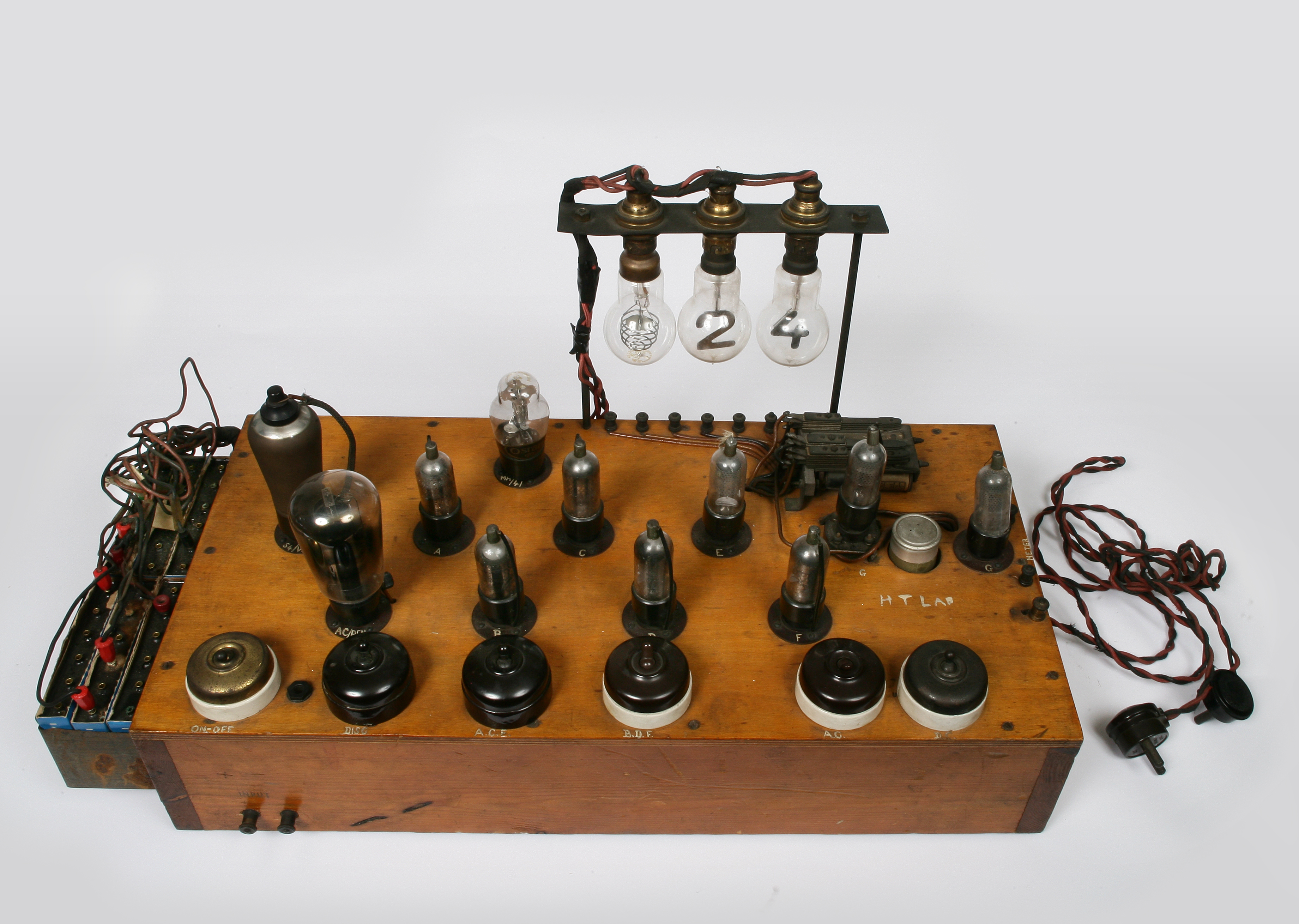
Der von ihm konstruierte duale Zähler, heute ein Teil der Cavendish Collection.

Charles Eryl Wynn-Williams (* 5. März 1903 in Swansea; † 30. August 1979 in Aberystwyth) war ein walisischer Physiker und Pionier bei der Anwendung von Elektronenröhren in der Messtechnik, insbesondere bei Frequenzzählern. Während des Zweiten Weltkriegs konstruierte er eine spezielle kryptanalytische Maschine, die erfolgreich zum Bruch der deutschen Lorenz-Schlüsselmaschine eingesetzt wurde.

## Leben
Charles Eryl Wynn-Williams wurde in der südwalisischen Küstenstadt Swansea geboren. Nach Durchlaufen der Grammar School im nordwalisischen Wrexham besuchte er ab 1920 das University College of North Wales im nahen Bangor. Im Jahr 1922 erhielt er den R.A.‑Jones-Mathematik-Preis, bevor er ein Jahr später, 1923, sein Physikstudium mit dem B. Sc. abschloss. In den folgenden Jahren bis 1925 forschte er bei Professor Edward Taylor Jones und erlangte im Jahr 1924 den Master of Science (M. Sc.). Danach wechselte er ans Cavendish-Laboratorium der Universität Cambridge, forschte bei Professor Ernest Rutherford und erlangte seinen Ph.D. (Doktor) im Jahr 1931.
Er forschte und publizierte unter anderem über Röhrenverstärker und Thyratrons zum Messen und Zählen in der Kernphysik und trug damit auch wesentlich zu den Grundlagen der Röhrencomputer bei, Vorläufern unserer heutigen Computer.
Nach Ausbruch des Zweiten Weltkriegs arbeitete er beim Telecommunications Research Establishment in Worth Matravers, nahe Swanage, einem Forschungszentrum der Royal Air Force (RAF) zur Weiterentwicklung der Radartechnik, und ging dann als ziviler Mitarbeiter ins englische Bletchley Park (B.P.), die zentrale militärische Dienststelle des britischen Geheimdienstes, in der britische Codebreaker deutsche Maschinenschlüssel, wie Enigma und Lorenz, erfolgreich entzifferten. Wynn-Williams entwarf eine spezielle „Knack-Maschine“, genannt Heath Robinson, die die bislang mühsame Handarbeit in der Testery, einer nach Ralph Tester benannten und geleiteten Abteilung von B.P., durch Automatisierung wesentlich erleichterte.
Nach dem Krieg kehrte Wynn-Williams in die Forschung zurück und forschte und lehrte noch viele Jahre lang am Imperial College London.
Charles Eryl Wynn-Williams starb 1979 in seinem Haus in der Nähe von Aberystwyth im Alter von 76 Jahren.